# Torshagskärret
Torshagskärret är en damm i Åby i Norrköpings kommun i Östergötland och ingår i Kilaån-Motala ströms kustområde.